# Университет Улан-Батора (футбольный клуб)
«Университет Улан-Батора» (монг. Улаанбаатарын сургууль хөлбөмбөгийн клуб)— монгольский футбольный клуб из Улан-Батора.

## Достижения
Команда выиграла чемпионат Монголии в 2009 году.
В международных турнирах не участвовала.
- Чемпионат Монголии по футболу
  -  Чемпион (1)[3]

## Известные игроки
- Доноровын Лумбэнгарав